# SAT Reasoning Test
El SAT es un examen estandarizado que se usa extensamente para la admisión universitaria en Estados Unidos. Se introdujo por primera vez en 1926 y su nombre y escalas de notas ha cambiado en múltiples ocasiones, originalmente fue llamado como Prueba de Aptitud Académica, después Prueba de Evaluación Académica, después SAT I: Prueba de Razonamiento, después La Prueba de Razonamiento SAT y ahora simplemente SAT. 
El SAT es propiedad y es publicado por College Board, una organización privada y sin fines de lucro en los Estados Unidos. Es desarrollado y administrado en nombre de College Board por la organización Educational Testing Service . La prueba tiene la intención de evaluar la preparación de los estudiantes para la universidad. No está diseñado para acoplarse al marco curricular del bachillerato.
El SAT actual, introducido en 2005, tienen una duración de 3 horas y 45 minutos, y en la actualidad 2017 tiene un costo de US $47.00-52.00 (hasta US $120, fuera de Estados Unidos), sin incluir cargos por inscripción tardía. La puntuación posible en el SAT se encuentra en un rango de 600 a 2400, combinando resultados de diferentes pruebas de tres secciones de 800 puntos cada una: Matemáticas, Lectura Crítica y Escritura. Tomar el SAT, o su competidor ACT, es un requisito para entrar al primer año de muchas (pero no todas) universidades en Estados Unidos.
El 5 de marzo de 2014 el College Board anunció que en 2016 se administrará una versión rediseñada de la prueba, la cual será de 1600 puntos, en donde el ensayo será adicional, y los sustentantes tendrán 3 horas para terminar el examen más 50 minutos adicionales para la realización del ensayo.

## Función
El SAT es comúnmente tomado por alumnos del segundo, tercer o cuarto año del bachillerato. El College Board declara que el SAT mide habilidades de razonamiento del lenguaje y escritoras que son necesarias para tener un desempeño exitoso en la universidad. Establecen además que el SAT evalúa que tan bien los sustentantes pueden analizar y resolver problemas -habilidades que se aprendieron en la escuela- y serán necesarias en la universidad. Sin embargo, la prueba se administra con un límite de tiempo muy corto para ayudar a generar un rango de puntuaciones.
El College Board también menciona que el SAT en combinación con una alta puntuación en las calificaciones escolares (GPA) proporciona un mejor indicador de éxito en la universidad en comparación con las calificaciones escolares por sí solas, de acuerdo con las calificaciones reportadas en el primer año de la universidad. Diversos estudios llevados a cabo a lo largo de la historia del SAT presenta un incremento estadísticamente significativo en la correlación de calificaciones escolares altas y con calificaciones en el primer año de universidad cuando el SAT es tomado en cuenta. La Universidad de California llevó a cabo un estudio de validación extenso en el cual se evaluó la habilidad del SAT para predecir la escala de calificación GPA en el primer año universitario. Los resultados encontraron hasta que punto algunas variables predictivas pueden explicar las variaciones en el GPA del primer año universitario. Encontró que independientemente del bachillerato, el GPA pudo explicar el 15.4% de las variaciones en las calificaciones del primer año universitario, el SAT I (Las secciones del SAT verbal y de matemáticas) puede explicar el 13.3% de las variaciones en el GPA de las calificaciones del primer año, y el SAT II (también conocidos como el SAT pruebas por área: específicamente en la Universidad de California. Escritura, Matemáticas IC o IIC, más un tercer tópico de elección del estudiante) puede explicar el 16% de las variaciones en el GPA del primer año. Cuando se combina la escala de calificaciones del bachillerato y el SAT I son combinados, se puede explicar el 20.8% de la variación en la escala de calificaciones del primer año de la universidad. Cuando el GPA del bachillerato se junta con el SAT II se explica el 22.2% de la variación. Cuando el SAT I se añade a la escala de calificaciones GPA del bachillerato y al SAT II, añade un incremento del .1% de explicación de la variación en la escala de calificaciones GPA del primer año de un total de 22.3%.
Hay diferencias sustanciales en el financiamiento, el currículo, sistema de calificaciones y dificultad a lo largo de todas los bachilleratos en E.U.A debido al sistema federal en dicho país, control local, y la prevalencia de estudiantes de escuelas privadas, a distancia y tutores en casa. El puntaje del SAT (y el ACT) tiene la intención de suplementar los resultados del bachillerato y ayudar a los comités de admisión a poner la información de cada sustentante -tal como el desarrollo en la preparatoria, calificaciones, y la tabla clasificatoria de cada alumno dentro de su generación- en una perspectiva nacional. Sin embargo, investigaciones independientes han demostrado que un GPA alto es un mejor indicador que el SAT en la predicción de las calificaciones universitarias, independientemente del tipo o calidad del bachillerato de origen.

Este mapa de los Estados Unidos muestra los estados (en color azul) en los que la mayoría de los estudiantes de último año de la generación de 2006 tomaron el SAT que el ACT, y los estados (color rojo) en los que la mayoría de los estudiantes tomaron el ACT en lugar del SAT.

Este mapa de los Estados Unidos muestra los estados (en color azul) en donde la mayoría de los estudiantes del último año tomaron el SAT en lugar del ACT, y los estados (en color rojo) donde los estudiantes tomaron el ACT en lugar del SAT.

Históricamente, el SAT ha sido usado ampliamente en los estados de la costa, mientras que el ACT ha sido mayormente usado por estudiantes en los estados centrales t del Sur; Sin embargo, en años recientes una gran número de estudiantes de las costas Este y Oeste han comenzado a tomar el ACT. Desde el 2007, todas las universidades y colegios de 4 años en los Estados Unidos requieren cualquiera de las dos pruebas como parte de la aplicación para la admisión, y cientos de colegios y universidades no requieren ninguna de las dos pruebas para el proceso de admisión.

## Estructura
El SAT consiste de tres secciones principales: Análisis de lectura, Matemáticas y Escritura. Cada sección recibe una puntuación en una escala del 200-800. Todas las puntuaciones son múltiplos de 10. La puntuación total es calculada al sumar las puntuaciones de las tres secciones. Cada sección es dividida en tres subsecciones. Hay 10 subsecciones, incluyendo una sección adicional experimental de 25 minutos, la cual puede estar en cualquiera de las tres secciones. La sección experimental se utiliza para estandarizar preguntas para el diseño de exámenes futuros y no se toma en cuenta para la escala de calificación final. La prueba contiene secciones que en total involucran 3 horas y 45 minutos; la mayoría de las aplicaciones (considerando el tiempo de orientación, la distribución de los materiales, el llenado de la sección de datos personales, y 15 minutos de recesos) toma en total 4 horas y media.Las preguntas varían en fácil, medio y difíciles dependiendo en los resultados de secciones experimentales previas. Las preguntas más fáciles aparecen típicamente cerca del inicio de la sección, mientras que las preguntas difíciles se presentan generalmente hacia el final de cada sección. Esto no es siempre verdadero en todas las secciones (La sección de Lectura Crítica está en orden cronológico) pero es una regla de oro principalmente para matemáticas y gramática y las 19 preguntas para completar oraciones en la sección de habilidad lectora.  

### Lectura Crítica
La sección de Lectura Crítica del SAT se compone de tres secciones cada una con puntaje: dos secciones de 25 minutos y una de 20 minutos, con tipos de preguntas muy variadas, incluyendo completar oraciones y preguntas relacionadas con párrafos cortos y largos. Las secciones de Lectura Crítica normalmente empiezan con 5 a 8 preguntas relacionadas con completar oraciones; el resto de las preguntas se relacionan con la lectura de los diferentes párrafos. Las preguntas de completar las oraciones miden generalmente el vocabulario de los estudiantes y la comprensión de la estructura y organización de las oraciones, solicitando a los alumnos seleccionar una o dos palabras que completen lo mejor posible las oraciones presentadas.  La mayor parte de la sección de Lectura Crítica se compone de preguntas relacionadas con la lectura de los textos o párrafos presentados, en las que los estudiantes leen fragmentos cortos de ciencias sociales, humanidades, ciencias naturales o narrativas personales y responden preguntas con base en cada párrafo. Algunas secciones contienen lecturas en donde se le pide al alumno que compare entre dos textos relacionados; generalmente, éstos consisten en fragmentos de lecturas cortos. El número de preguntas de cada lectura es proporcional a la extensión de cada fragmento. A diferencia de la sección de matemáticas, las preguntas en la sección de lectura crítica van en orden de acuerdo a los textos y no de acuerdo a la dificultad. En general, el conjunto de preguntas al inicio de la sección son más fáciles y el conjunto de preguntas al final suelen ser más difíciles.  

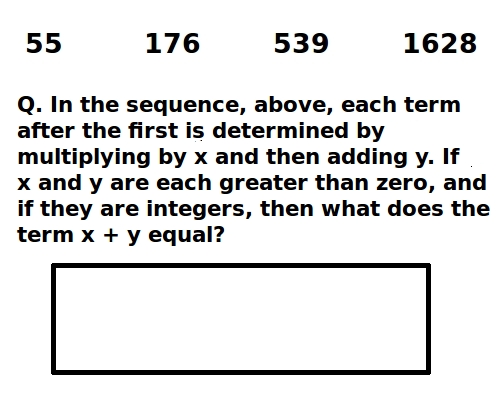
Un ejemplo de una pregunta en la sección de matemáticas del tipo "llenar en el espacio" en la cual la respuesta debe ser escrita dentro del recuadro de cada pregunta.

La sección de matemáticas del SAT es comúnmente conocido como la sección cuantitativa y la selección de cálculos. La sección de matemáticas consiste de tres secciones cada una con su escala de calificaciones. Hay dos secciones de 25 minutos y una sección de 20 minutos como se muestra a continuación: 
- Una sección de 25 minutos es completamente opción múltiple.
- La otra sección de 25 minutos contiene 8 preguntas de opción múltiple y otras 10 preguntas de llenado de recuadros. Para las preguntas de llenado de recuadros, los sustentantes escriben las respuestas dentro de cada recuadro en la hoja de respuestas. A diferencia de las preguntas de opción múltiple, no hay penalidad por respuestas incorrectas en esta sección ya que el sustentante no está limitado a pocas opciones de respuesta.
- La sección de 20 minutos es completamente de opción múltiple y consta de 16 preguntas.

El SAT ha retirado preguntas de comparación cuantitativa en la sección de matemáticas, dejando únicamente únicamente preguntas con respuestas numéricas o con símbolos.
- Los nuevos tópicos incluyen Álgebra II y diagramas de dispersión. Estos cambios recientes han creado un examen más cuantitativo y corto, lo que requiere educación previa en matemáticas de un nivel superior, en comparación con el examen pasado.

#### Uso de la calculadora
En la sección de matemáticas del SAT se permiten las calculadoras de cuatro funciones, científicas, gráficas y con Sistema Algebraico Computacional (CAS, por sus siglas en inglés), dichas calculadoras no se permiten en otra sección que no sea matemáticas. Las calculadoras con teclado  QWERTY, calculadoras en el teléfono celular y organizadores personales no están permitidas.
Con los cambios recientes al contenido de la sección de matemáticas del SAT, los cuales involucran el optimizar el tiempo, manteniendo la precisión y exactitud de los cálculos, la administración ha permitido el uso de algunas calculadoras programables durante el examen. Estos programas permiten a los estudiantes terminar los problemas más rápido de lo que lo harían haciendo los cálculos manuales. 
El uso de calculadoras con Sistema Algebraico Computacional es en ocasiones preferido, especialmente para los ejercicios de geometría o aquellos que involucran muchos cálculos. De acuerdo a una investigación llevada a cabo por College Board, el desempeño en la sección de matemáticas se asocia con el uso de una calculadora, de un tercio a la mitad de los sustentes que usan la calculado ampliamente tienen puntajes más altos en comparación con los que usan la calculadora con menos frecuencia o habilidad. El uso de una calculadora CAS en los cursos de matemáticas, y estar más familiarizado con el uso de las calculadoras fuera del aula, ha tenido un efecto positivo en el desempeño de los estudiantes que usan calculadoras gráficas durante el examen. 

### Redacción
La sección de redacción del SAT se basa pero no es completamente comparable con la vieja versión del SAT II examen de área en Redacción, (que a su vez se desarrolló a partir de la versión vieja del Examen Estandarizado de Redacción en inglés  (TSWE, por sus siglas en inglés)), incluye preguntas de opción múltiple y un ensayo corto. El ensayo incluye una sub-escala de puntaje la cual contribuye en un 28% a la puntuación total en la sección de redacción, mientras que la sección de opción múltiple contribuye en un 70%. Esta sección fue implementada en marzo de 2005 siguiendo las quejas de universidades de la falta de pruebas de las habilidades de redacción y pensamiento crítico de los estudiantes. 
Las preguntas de opción múltiple incluyen preguntas de identificación de errores, mejoramiento de oraciones, y preguntas relacionadas al mejoramiento de párrafos. Las preguntas de identificación de errores y mejoramiento de oraciones evalúan el conocimiento de los estudiantes en gramática, presentando oraciones con errores de ortografía o sin sentido; en la sección de identificación del error, el sustentante debe seleccionar la palabra que genera el error o indicar que la oración no tiene error, mientras que la sección de mejoramiento requiere que el sustentante seleccione una mejora apropiada. Las preguntas del mejoramiento de párrafos evalúan la capacidad de los alumnos para comprender la organización lógica de ideas, presentando un ensayo incorrecto escrito por otro estudiante y preguntándole al sustentante una serie de preguntas sobre la mejor forma de mejorar el ensayo presentado. 
La sección del ensayo, la cual siempre es presentada en la primera sección de la prueba, tiene una duración de 25 minutos. Todos los ensayos deben responder un cuestionamiento dado. El cuestionamiento presentado abarca una gran variedad de temas, comúnmente son filosóficos y están diseñados para ser accesibles para todos los estudiantes sin importar su historial social y educativo. Por ejemplo, a los sustentantes se les puede solicitar que profundicen sobre el cuestionamiento con base en su opinión en temas como el valor del trabajo en la vida humana o si el avance en la tecnología podría representar consecuencias negativas a aquellos que se benefician de la tecnología. No se requiere ninguna estructura de ensayo definida, y el College Board acepta ejemplos "tomados de las lecturas previas de los estudiantes, estudios, experiencia u observaciones." Dos lectores entrenados asignan un puntaje entre 1 y 6, donde 0 se reserva para ensayos que están en blanco, fuera del tópico, en otro idioma diferente del inglés, no escrito con un lápiz del número 2 o considerado ilegible después de varios intentos por leerlo. Los puntajes se suman para al final tener una calificación entre 2 y 12 (o 0). Si los dos lectores difieren por más de un punto, entonces un tercer lector decide la calificación final. El tiempo promedio que cada lector se toma para leer el ensayo es de 3 minutos.
En marzo de 2005, Les Perelman analizó el puntaje de 15 ensayos presentados en el libro College Board's ScoreWrite aunado a 30 otros ensayos de prueba y encontró que en el 90% de los casos, el puntaje del ensayo puede ser predicho simplemente contando el número de palabras en el ensayo. Dos años después, Perelman entrenó a estudiantes del último año de bachillerato para escribir ensayos con poco sentido pero que contenían palabras poco usuales como "plétora" y "miríada". Todos estos estudiantes recibieron puntajes de 10 o más, lo que colocó dichos ensayos en el percentil 92.º o superior.

### Tipo de preguntas
La mayoría de las preguntas en el SAT, a excepción del ensayo y las preguntas para contestar en el recuadro de matemáticas, son de opción múltiple; todas las preguntas de opción múltiple tienen 5 opciones de respuesta, una de las cuales es correcta. Las preguntas de cada sección del mismo tipo están generalmente ordenadas por dificultad. Sin embargo, existe una importante excepción: Las preguntas que siguen de los párrafos cortos y largos están organizados cronológicamente y no por dificultad. 10 de las preguntas en una de las subsecciones de matemáticas no son de opción múltiple, éstas en su lugar requieren que los estudiantes llenen óvalos en número en un acomodo de cuatro columnas para generar la respuesta. 
Todas las preguntas están ponderadas igual, Por cada respuesta correcta, se agrega un punto bruto. Por cada respuesta incorrecta se resta un cuarto de punto.  No se quitan puntos por respuestas incorrectas en la preguntas para rellenar los espacios. Esto asegura que las expectativas de puntos de un estudiante que trate de adivinar el resultado sea cero. El puntaje final se divide sobre el puntaje bruto; las tablas de conversión pueden variar entre diferentes administraciones de la prueba.  
Por lo tanto, el SAT recomienda hacer conjeturas racionales, lo cual significa, que cuando el sustentante pueda eliminar por lo menos una opción que el o ella piense que es incorrecta. Sin la eliminación de una respuesta la probabilidad de obtener la respuesta bien es del 20%. Eliminando una de las opciones incrementa hasta un 25% (y se espera que gane 1/16 de punto); dos un 33.3% de probabilidad (1/6) de punto; y tres, un 50% de probabilidad (3/8 de punto). 
| Sección         | Puntaje Promedio | Tiempo (Minutos) | Contenido                                                                                             |
| --------------- | ---------------- | ---------------- | --- |
| Redacción       | 484              | 60               | Gramática, puntuación y uso adecuado del lenguaje.                                                    |
| Matemáticas     | 511              | 70               | Números y operaciones; álgebra y funciones; geometría; estadística, probabilidad y análisis de datos. |
| Lectura Crítica | 495              | 70               | Vocabulario, Lectura Crítica, y análisis de oraciones                                                 |

## Logística
El SAT se ofrece 7 veces al año en los Estados Unidos: en octubre, noviembre, diciembre, enero, marzo (o  abril , alternándose), mayo y junio. La prueba generalmente se aplica el primer sábado de los meses de noviembre, diciembre, mayo y junio. En otros países, el SAT se ofrece en las mismas fechas que en Estados Unidos a excepción del primer examen en la primavera (marzo o abril), en los cuales la prueba no está disponible. La prueba fue tomada por 1,698,521 alumnos en el último año de bachillerato en la generación del 2015.
Los candidatos que deseen tomar la prueba deben registrarse en línea en la página web de College Board, por correo, o por teléfono, por lo menos tres semanas antes de la fecha del examen. 
El SAT tiene un costo de  $54.50 (más cargos adicionales si se toma el examen fuera de los Estados Unidos). El College Board tiene descuentos en las cuotas para alumnos con escasos recursos. Se pueden aplicar cargos adicionales por registro tardío, por entrar a la lista de espera, cambios en el registro, puntaje por teléfono, y reportes de calificaciones extra (además de las cuatro que se ofrecen sin costo).  
Aquellos candidatos a quienes su religión no les permita tomar el examen el sábado por actividades religiosas, pueden solicitar tomar la preuba un día después, a excepción del examen en octubre, en el cual el domingo de la fecha del examen es ocho días después de la fecha principal del examen. Dicha solicitud debe ser hecha durante el registro y queda sujeta a rechazo. 
Los estudiantes con discapacidades verificables, incluyendo discapacidades físicas y cognitivas, son candidatos a tomar el SAT con ciertas instalaciones. El tiempo estándar que se aumenta para alumnos que lo requieren por alguna discapacidad cognitiva es +50% tiempo o incluso +100% del tiempo. 

## Puntaje Bruto, escalas de calificaciones, y percentiles
Los estudiantes reciben en línea el reporte de su puntaje aproximadamente tres semanas después de la fecha del examen (seis semanas para los reportes enviados por servicio postal), con cada sección calificada en la escala de 200-800 y dos sub-puntajes para la sección de redacción: el puntaje en el ensayo y el sub-puntaje de la sección de opción múltiple. Adicional al puntaje, los estudiantes reciben el percentil (el porcentaje de otros estudiantes con puntajes más bajos). El puntaje bruto, o el número de puntos ganado de las respuestas correctas y los perdidos de las respuestas incorrectas. Los estudiantes pueden recibir también, por un cargo adicional, el servicio de Preguntas y Respuestas, el cual enlista las respuestas del alumno, las respuestas correctas a las preguntas, y una explicación en línea a cada pregunta. 
El percentil correspondiente a cada escala de calificación varía de prueba en prueba -por ejemplo, en 2003, la escala de calificación de 800 en las dos secciones de la Prueba de Razonamiento SAT correspondió al percentil de 99.9, mientras que un puntaje de 800 en la prueba SAT de Física correspondió a un percentil del 94 por ciento. Las diferencias en el significado del puntaje en relación con los percentiles se debe al contenido de cada prueba y las habilidades de los estudiantes que deciden tomar la prueba. Los exámenes de tópicos involucran un estudio muy intensivo(generalmente en el fomrato de un curso de posicionamiento avanzado, o AP advanced placement en inglés, el cual es relativamente más difícil), y únicamente los estudiantes que tienen conocimientos previos en la materia tenderán a presentar la prueba, sesgando la distribución de los puntajes.
La siguiente tabla resume los percentiles de diferentes puntajes del SAT de alumnos preuniversitarios:
| Percentil                                                                                        | Puntaje, Escala 1600 (oficial, 2006) | Puntaje, Escala 2400 (oficial, 2006) |
| ------------------------------------------------------------------------------------------------ | ------------------------------------ | ------------------------------------ |
| 99.93/99.98*                                                                                     | 1600                                 | 2400                                 |
| 99+ **                                                                                           | ≥1540                                | ≥2280                                |
| 99                                                                                               | ≥1480                                | ≥2200                                |
| 98                                                                                               | ≥1450                                | ≥2140                                |
| 97                                                                                               | ≥1420                                | ≥2100                                |
| 93                                                                                               | ≥1340                                | ≥1990                                |
| 88                                                                                               | ≥1280                                | ≥1900                                |
| 81                                                                                               | ≥1220                                | ≥1800                                |
| 72                                                                                               | ≥1150                                | ≥1700                                |
| 61                                                                                               | ≥1090                                | ≥1600                                |
| 48                                                                                               | ≥1010                                | ≥1500                                |
| 36                                                                                               | ≥950                                 | ≥1400                                |
| 24                                                                                               | ≥870                                 | ≥1300                                |
| 15                                                                                               | ≥810                                 | ≥1200                                |
| 8                                                                                                | ≥730                                 | ≥1090                                |
| 4                                                                                                | ≥650                                 | ≥990                                 |
| 2                                                                                                | ≥590                                 | ≥890                                 |
| * El percentil del puntaje perfecto fue 99.98 en la escala de 2400 y 99.93 en la escala de 1600. |                                      |                                      |
| ** 99+ significa mejor que el 99.5 por ciento de los sustentantes.                               |                                      |                                      |

El SAT anterior (antes de 1995) tope muy alto, en cualquier año, únicamente siete del millón de sustentantes obtuvieron una puntuación arriba de 1580. Un puntaje arriba de 1580 era equivalente al percentil de 99.9995.
En 2015 la media del puntaje para la generación del 2015 fue 1490 de un máximo de 2400. LO cual fue 7 puntos más bajo en comparación con la generación del año pasado y fue el conjunto de calificaciones más bajos de la última década.

## Comparación de los puntajes entre el SAT y el ACT
El College Board y el ACT Inc. llevaron a cabo un estudio conjunto relacionado con los estudiantes que tomaron el SAT y el ACT entre 2004 y 2006 y publicaron un par de tablas de concordancia en 2009 que evaluaba la concordancia los puntajes de las secciones de gramática y redacción separadas. Archivado el 26 de abril de 2017 en Wayback Machine.. El ACT Inc. también ha creado las propias "Relaciones estimadas entre los puntajes del ACT y el SAT CR+M+W ".

## Historia
| Año del examen | Puntaje en Lectura/ Redacción | Puntaje en Matemáticas |
| 1972           | 530                           | 509                    |
| 1973           | 523                           | 506                    |
| 1974           | 521                           | 505                    |
| 1975           | 512                           | 498                    |
| 1976           | 509                           | 497                    |
| 1977           | 507                           | 496                    |
| 1978           | 507                           | 494                    |
| 1979           | 505                           | 493                    |
| 1980           | 502                           | 492                    |
| 1981           | 502                           | 492                    |
| 1982           | 504                           | 493                    |
| 1983           | 503                           | 494                    |
| 1984           | 504                           | 497                    |
| 1985           | 509                           | 500                    |
| 1986           | 509                           | 500                    |
| 1987           | 507                           | 501                    |
| 1988           | 505                           | 501                    |
| 1989           | 504                           | 502                    |
| 1990           | 500                           | 501                    |
| 1991           | 499                           | 500                    |
| 1992           | 500                           | 501                    |
| 1993           | 500                           | 503                    |
| 1994           | 499                           | 504                    |
| 1995           | 504                           | 506                    |
| 1996           | 505                           | 508                    |
| 1997           | 505                           | 511                    |
| 1998           | 505                           | 512                    |
| 1999           | 505                           | 511                    |
| 2000           | 505                           | 514                    |
| 2001           | 506                           | 514                    |
| 2002           | 504                           | 516                    |
| 2003           | 507                           | 519                    |
| 2004           | 508                           | 518                    |
| 2005           | 508                           | 520                    |
| 2006           | 503                           | 518                    |
| 2007           | 502                           | 515                    |
| 2008           | 502                           | 515                    |
| 2009           | 501                           | 515                    |
| 2010           | 501                           | 516                    |
| 2011           | 497                           | 514                    |
| 2012           | 496                           | 514                    |
| 2013           | 496                           | 514                    |
| 2014           | 497                           | 513                    |
| 2015           | 495                           | 511                    |

Historical average SAT test scores of college-bound seniors.

El SAT fue el reemplazo para los exámenes que cada universidad tenía. Fue introducido durante la era progresiva y ayudó a los estudiantes a acceder a las universidades. Originalmente, se usó principalmente por las universidades en el noreste de los Estados Unidos, y fue desarrollado por Carl Brigham, uno de los psicólogos que trabajó en las pruebas de la armada Alfa y Beta, el SAT se desarrolló originalmente como un mecanismo para eliminar prejuicios entre personas con diferentes condiciones socioeconómicas.[cita requerida]

### 1901 Examen basado en un ensayo 1901
El 17 de junio de 1901, se aplicó el primer examen del College Board  a 973 estudiantes en 67 localidades en Estados Unidos, y a dos en Europa. A pesar de que los sustentantes provenían de diferentes estratos sociales, aproximadamente un tercio era proveniente de Nueva York, Nueva Jersey o Pensilvania.  La mayoría de los sustentantes provenían de escuelas privadas, academias, o escuelas para niños dotados. Cerca del 60% de los que tomaron el examen aplicaron a la Universidad de Columbia. La prueba contenía las secciones de Inglés, Francés, Alemán, Latín, Griego, historia, matemáticas, química y física. El examen no era de opción múltiple, y en su lugar, era evaluado con base en un ensayo clasificándolo como "excelente", "bueno", "dudoso", "pobre" o "muy pobre"

### La prueba en 1926
La primera aplicación del SAT fue el 23 de junio de 1926, cuando el examen era conocido como el examen de Aptitud Académica. Este examen fue realizado por un comité presidido por el psicólogo de Princenton Carl Campbell Brighman, dicho examen tenía las secciones de definiciones, aritmética, clasificación del lenguaje, antónimos, series numéricas, analogías, interferencia lógica y lecturas de párrafos. Esta prueba se aplicó a aproximadamente 8,000 estudiantes en alrededor de 300 centros de aplicación. Los hombres representaron el 60% de los sustentantes. Un poco más de un cuarto de los sustentantes aplicaron a la Universidad de Yale y el  Smith College. La velocidad de la aplicación fue rápida, ya que los sustentantes tuvieron únicamente 90 minutos para contestar 315 preguntas.

### Los exámenes de 1928 y 1929
En 1928 el número de las secciones verbales se redujo a 7, y tiempo límite incrementó a aproximadamente dos horas. En 1929 el número de secciones fue de nuevo reducido, en esta ocasión a 6. Estos cambios de alguna manera redujeron algunas de las preocupaciones de los sustentantes respecto al tiempo. La sección de matemáticas fue eliminada por completo, por lo que el examen se enfocó en la habilidad verbal.

### El examen de 1930 y los cambios de 1936
En 1930 el SAT primero fue dividido en dos secciones: análisis verbal y matemáticas, la misma estructura que se usó hasta el 2004. La sección verbal de 1930 incluía una mayor extensión de temas que sus predecesores, evaluando únicamente antónimos, definiciones dobles (de alguna forma similares a las preguntas de completar oraciones), y lecturas de párrafos. En 1936, se reintrodujeron las analogías. Entre 1936 y 1946 los alumnos tenían entre 80 y 115 minutos para responder 250 preguntas verbales (de los cuales un tercio eran antónimos). La prueba de matemáticas introducida en 1930 contenía 100 preguntas de respuesta libre para ser contestados en 80 minutos y se enfocaba primordialmente en la velocidad de responder. De 1936 a 1941, por ejemplo las pruebas de 1928 y 1929, la sección de matemáticas fue completamente eliminada.Y en 1942 la sección de matemáticas fue reintroducida y consistió de preguntas de opción múltiple.

### Las escalas de puntaje de 1941 y 1942
Hasta 1941, las calificaciones en tosas las pruebas SAT habían sido escaladas a una media de 500 con una desviación estándar de 100. A pesar de que un sustentante podría ser comparado con otro para una fecha de aplicación específica, las comparaciones de un año a otro no eran posibles. Por ejemplo, una puntuación de 500 obtenida en un año específico podría reflejar un nivel de habilidad diferente que una puntuación de 5400 conseguida en otro año. Para 1940, se hizo obvio que establecer un puntaje de 500 cada año era injusto para aquellos estudiantes que habían presentado el examen entre un grupo con habilidades por arriba del promedio.
Para poder hacer comparaciones a través del tiempo, en abril de 1941 la sección verbal del SAT fue escalada a una media de 500 y una desviación estándar de 100, y en el SAT de junio del mismo año la sección de razonamiento verbal fue igualada a la de abril. Todas las secciones verbales después de 1941 fueron igualadas a pruebas pasadas para que puntajes iguales en diferentes pruebas del SAT fueran comparables.De manera similar, en junio de 1942 la sección de matemáticas fue igualada a la sección de matemáticas de abril de 1942, la cual a su vez se igualó a la sección verbal del SAT de 1942, y todas las secciones de matemáticas después de 1942 se igualaron a pruebas anteriores. Después de este punto, el puntaje promedio del SAT podía cambiar a través del tiempo, dependiendo en la habilidad media comparado con 10,600 estudiantes que tomaron el SAT de abril de 1941. Las escales de puntuación de 1941 y 1942 se mantendrían igual hasta 1995.

### La prueba de 1946 y los cambios asociados
En el SAT de 1946 la sección de lectura del párrafo fue eliminada de la sección de razonamiento verbal, y reemplazadas con una comprensión de lectura, y una pregunta de  "doble definición" fue reemplazada con preguntas para completar oraciones.Entre 1946 y 1957 a los estudiantes se les daba de 90 a 100 minutos para completar de 107 a 170 preguntas de la sección verbal. A partir de 1958 los tiempos límite se volvieron mucho más estables, y por 17 años, hasta 1975, los estudiantes tenían 75 minutos para responder 90 preguntas. En 1959 se introdujeron preguntas en análisis de datos en la sección de matemáticas, para luego ser reemplazadas con comparaciones cuantitativas en 1974. En 1974 las secciones verbales y de matemáticas fueron reducidas de 75 a 60 minutos cada una, con cambios en la estructura de la prueba para compensar los cambios en el tiempo.

### El declive de los puntajes de la década de 1960 y 1970
De 1926 a 1941, los puntajes del SAT eran escalados para hacer un puntaje total de 500 puntos para cada sección. En 1941 y 1942 los puntajes fueron estandarizados a través de la igualación de diferentes exámenes, y como consecuencia, las secciones verbales y de matemáticas podían variar a partir de dicho punto.  En 1952, la media en la sección verbal y en la de matemáticas eran respectivamente 476 y 494, y los puntajes eran generalmente estables en la década de 1950 y principios de 1960. Sin embargo, a partir de la mitad de la década de 1960 y continuando hasta principios de la década de 1980, el puntaje en los SAT decrementó alrededor de 50 puntos, y el puntaje promedio en matemáticas cayó alrededor de 30 puntos. Para finales de la década de 1970, únicamente el tercio más alto de los sustentantes tenían un éxito similar en comparación con la mitad más alta de sustentantes de 1963. De 1961 a 1977, el número de exámenes presentados del SAT se duplicó, sugiriendo que el declive podría ser explicado por los cambios demográficos en el grupo de estudiantes que presentaban el SAT. Un estudio independiente del declive de los puntajes, comisionado por College Board, encontró que la mayor parte del declive (arriba del 75 %) en la década de 1960 podía ser explicado por los cambios en la composición del grupo de estudiantes que presentaban la prueba; sin embargo, únicamente el 25 por ciento del declive de la década de 1970 podría ser explicado de manera similar.  Análisis posteriores sugirieron que arriba del 40 por ciento del declive de los puntajes de la década de 1970 podía ser explicado por cambios demográficos, dejando sin conocer algunas de las razones que pudieron haber explicado las razones del declive.

### Los cambios de 1994
A principios de 1994, se realizaron cambios sustanciales al SAT.  Se removieron los antónimos de la sección verbal con el fin de restarle importancia a la memorización. Además, una fracción de las preguntas de la sección verbal fueron destinadas a la lectura de fragmentos cortos, la cual se incrementó de un 30 % a un 50 %, y los fragmentos eran seleccionados para que fueran muy similares a material de lectura universitario, en comparación con las lecturas de exámenes pasados. Los cambios para hacer más énfasis en la lectura analítica fueron realizados en respuesta al reporte de la comisión que estableció el College Board en 1990.La comisión recomendó que el SAT, debía, entre otras cosas, "aproximarse más a las habilidades usadas en la universidad y en trabajos escolares demandantes".  Se consideró un ensayo obligatorio para la versión nueva del SAT; sin embargo, las críticas de las minorías así como la concomitante hacia el incremento del precio debido a la evaluación del ensayo, obligó aL College Board a eliminar dicho ensayo de los planes para cambiar la prueba.
Algunos cambios importantes también se realizaron en la sección de matemáticas, debido en parte a la influencia de las sugerencias hechas por el Consejo Nacional de Maestros de Matemáticas.Para este punto,  los sustentantes tenían permitido usar calculadoras en la sección de matemáticas del SAT. Además, por primera vez desde 1935, el SAT de nuevo incluiría algunas preguntas de matemáticas que no fueran de opción múltiple, en su lugar, requerían a los estudiantes proporcionar la respuesta. Adicionalmente, algunas de estas "respuestas generadas por el estudiante" podían tener más de una respuesta correcta. El contenido de matemáticas evaluado en el SAT se expandió para incluir los conceptos de la pendiente de una línea, probabilidad, estadística básica incluyendo mediana y moda y algunos problemas de aritmética.

### Nuevas medidas en 1995  (aumentar la media del puntaje a 500)
A principios de la década de 1990, el porcentaje promedio del SAT era de 900 (comúnmente 425 en la sección verbal y 475 en la sección de matemáticas). El puntaje promedio con las modificaciones de 1994 del SAT I fueron similares: 428 en la sección verbal y 482 en la sección de matemáticas.  El puntaje del SAT requerido para ser admitidos en las escuelas altamente selectivas en Estados Unidos era generalmente mucho mayor. Por ejemplo, el rango en los puntajes para el 50 % de los alumnos admitidos a la Universidad de Yale en el otoño de 1995 era de 670 en la sección verbal y 720 en la sección de matemáticas. Sin embargo, para la mayoría de los sustentantes del SAT la secci{on verbal era menor a 500; En 1992, la mitad de los estudiantes de último año de bachillerato tenían un puntaje de entre 340 y 500 en la sección verbal y entre 380 y 560 en la sección de matemáticas lo que correspondía a una media de puntajes de 420 y 470 respectivamente.
La caída en los puntajes de las secciones verbales del SAT, particularmente, demostró que la utilidad de un rango de puntaje de entre 200 y 800 había sido degradada. En la parte más alta de la escala en la sección verbal se presentaban distancias enormes en los puntajes brutos y se realizaba un incorrecto escalamiento del puntaje: un ´puntaje perfecto no correspondía a un 800, y una simple omisión en un total de 85 preguntas podría significar una pérdida de 30 o 40 puntos en el puntaje escalado. Por lo que se volvió necesaria una corrección en los puntajes arriba de 700 para reducir las brechas para poder obtener el mejor puntaje (800 puntos). En el otro punto de la escala de puntajes, cerca del 1.5 por ciento de los sustentantes habrían tenido menos de 200 puntos en la sección verbal si no se hubiera reportado un puntaje mínimo. A pesar de que los puntajes promedio en la sección de matemáticas estaban muy cercanos al centro de la escala (500), en comparación con los puntajes de la secci{on verbal, la distribución de la sección de matemáticas no se podía aproximar por una distribución normal. Estos problemas, entre muchos otros, sugirieron que el puntaje original y el grupo de referencia, los 10,000 alumnos que habían tomado el SAT en 1941, debían ser remplazados.
Empezando con la aplicación de la prueba en abril de 1995, la escala de puntajes del SAT fue recentrada para regresar a un puntaje en las secciones verbal y de matemáticas a un cercano de 500. A pesar de que únicamente 25 alumnos obtenían puntajes perfectos de 1600, en todo el año de 1994, 137 alumnos en abril de 1995 obtuvieron un puntaje perfecto. La nueva escala usó como grupo de referencia cerca de un millón de alumnos de último año de bachillerato en 199: la escala fue diseñada de tal modo que los puntajes del SAT de este grupo tuvieran una media de 500 y una desviación estándar de 110. Los puntajes obtenidos en abril de 1995 o después se reportaron oficialmente con una "R" (por ejemplo "560R") para reflejar cambios en la escala, una práctica que se continuó hasta 2001. Los puntajes obtenidos antes de abril de 1995 podían ser comparados con aquellos que su escala fue recentrada utilizando tablas de College Board. Por ejemplo, las secciones verbal y de matemáticas de 500 recibían antes de 1995 correspondientes a puntajes de 580 y 520 respectivamente en la escala de 1995.

### La controversia de los cambios de 1995
Algunas organizaciones educativas, vieron las nuevas iniciativas del SAT como un intento para evitar la vergüenza internacional de un declive generalizado en los puntajes, incluso en los puntajes más altos. Como evidencia, se presentó que el número de estudiantes que obtenían puntajes por arriba de 600 en la sección verbal habían caído de un pico de 112,530 en 1972 a 73,080 en 1993, con una reincidencia del 36%, a pesar del hecho de que el número total de sustentantes se había incrementado hasta 500,000.

### Cambios en el 2002
En octubre de 2002, el College Board eliminó la Opción de la Selección del Puntaje para los exámenes SAT-II. Bajo esta opción, los puntajes no se enviaban a las universidades hasta que el alumno los viera y los aprobara. El College Board ha decidido implementar de nuevo dicho programa desde la primavera de 2009. Se describe como opcional, y no es claro si los reportes enviados indican si el alumno los ha visto o no. UN número de universidades y colegios altamente selectivos incluyendo Yale, La Universidad de Pnesilvania y Stanford han anunciado que los aplicantes deben enviar todos sus puntajes. Stanford, sin embargo, prohíbe únicamente la Opción de la Selección del Puntaje para el SAT tradicional. Otras, como el  MIT y Harvard, recomiendan ampliamente la selección del puntaje. 

### Cambios del 2005
En 2005, la prueba fue cambiada de nuevo, especialmente en respuesta a las críticas hechas por el Sistema de Universidades de California.  Debido a problemas relacionado con preguntas ambiguas, especialmente analogías, algunos tipos de preguntas fueron eliminadas (las analogías de la sección verbal y las comparaciones cuantitativas en la sección de matemáticas). La prueba era mucho más difícil, como una corrección al número que incrementaba de puntajes perfectos. Se añadió una nueva sección de escritura con un ensayo, basado en la prueba pasada del SAT II en escritura,  en parte para aumentar las probabilidades de cerrar la brecha entre los puntajes muy altos y los puntajes promedio. Otros factores favorecieron la implementación del ensayo tal como la importancia de evaluar las habilidades de redacción de los estudiantes. El nuevo SAT se ofreció por primera vez en marzo de 2005, después de la aplicación del SAT "viejo" en enero de 2005. La sección de matemáticas se expandió para cubrir tres años de estudios de matemáticas.El nombre de la sección verbal fue cambiada a la Sección de Lectura Crítica. 

### Problemas con la puntuación en octubre de 2005
En marzo de 2006, se anunció que un pequeño porcentaje del SAT tomados en octubre de 2005, se habían evaluado incorrectamente debido a que no se habían escaneado bien las pruebas ya que éstas estaban húmedas, y por lo tanto algunos alumnos habían recibido puntajes erróneos.  El College Board anunció que se cambiaría el puntaje de aquellos que había obtenido un puntaje menor del que deberían, pero para este punto, muchos sustentantes ya habían aplicado con los puntajes que habían obtenido. El College Board decidió no cambiar el puntaje a aquellos alumnos a los que se les había puesto un puntaje mayor del que deberían. Se llenó una demanda legal en nombre de los 4,411 alumnos que habían recibido puntajes erróneos del SAT . La demanda fue resuelta en agosto de 2007 cuando el College Board y la compañía Pearson Educational Measurement, la empresa que evalúa las pruebas del SAT, anunciaron que pagarían $2.85 millones en un fondo. Bajo acuerdo cada estudiante podía recibir  $275 o hacer una solicitud por más dinero si su daño había sido mayor.  Un error similar de evaluación ocurrió en la prueba de admisión de un bachillerato en 2010-2011 cuando la Oficina de Registro Educativo (ERB, por sus siglas en inglés) anunció después de su proceso de admisión que más de un error se había cometido en la evaluación de los exámenes de 2010 (17%) de los estudiantes que habían tomado el examen de Admisión para Escuelas Independientes para solicitar admisión a escuelas privadas para el 2011. David Clune , presidente del ERB estableció en una charla relacionada al efecto del error en las aplicaciones de los estudiantes en el New York Times,  que "esto fue una lección de la cual aprenderemos en algún punto- que la vida no es justa".

### Cambios en el 2008
A finales del 2008 se consideró una nueva variable. Previamente se requería que todos los aplicantes enviaran todos sus puntajes, con excepción de las universidades que aún tenían la opción del Servicio de Selección de Puntaje. Sin embargo, en 2008, se comenzó una iniciativa para hacer uso universal de dicho servicio, con algunas oposiciones de algunas universidades que deseaban mantener sus sistema de reporte de puntajes. Mientras que los estudiantes ahora tenían teóricamente la opción de enviar sus mejores puntajes, a la universidad de su elección, algunas universidades y colegios, como Cornell, piden a los alumnos enviar todos sus puntajes. Esto ha llevado al College Board a desplegar en su sitio web que universidades prefieren o no la Opción de Selección de Puntaje, con el constante aviso de que ningún puntaje se enviará en contra de la voluntad de los alumnos.Sin importar si las universidades permiten usar el Servicio de Selección del Puntaje, muchas universidades no penalizan a los estudiantes que reportan únicamente los puntajes más altos; muchas universidades como Columbia y Cornell expresan que pasan por alto los puntajes que puedan parecer indeseables o enfocarse más en los puntajes más representativos para cada estudiante. El College Board mantiene una lista de universidades y su respectiva política de puntajes desde noviembre de 2011.

### Cambios de 2012
Comenzando en 2012, se le exige a los sustentantes de proporcionar una fotografía actual y legible durante el registro. Se le solicita a los estudiantes presentar el comprobante de registro con fotografía y una identificación oficial con fotografía para permitirles el acceso a las instalaciones del centro de aplicación. Los puntajes de los alumnos, incluyendo la fotografía. Los puntajes y la información de registro de los alumnos, incluyendo la fotografía, se hace disponible para la escuela preparatoria de cada alumno. En el momento de investigar la validez de los puntajes, la foto de cada estudiante puede ser accedida por las instituciones a las cuales cada alumno envió sus puntajes. Para todas las instituciones que tienen acceso a las fotografías de los alumnos se les solicita primero que certifiquen que todos son alumnos admitidos.

### Cambios de 2016
El 5 de marzo de 2014, College Board anunció su plan para rediseñar el SAT con el fin de acercar aún más el examen a los contenidos escolares del bachillerato. El nuevo examen será aplicado en la primavera de 2016. Algunos de los cambios más importantes son: Mayor énfasis en el uso de información que justifique las respuestas de los alumnos, un cambio de un vocabulario poco común a uno mucho más común en los estudios universitarios, una sección de matemáticas que se enfoca en menos áreas, un regreso a las escalas de puntajes de 1600, un ensayo opcional, y la eliminación de las penalidades por respuestas incorrectas.  Para evitar las ventajas que ofrece un curso de preparación con costo, College Board anunció una nueva alianza con  Khan Academy para ofrecer problemas prácticos en línea y vídeos instruccionales.

## Cambios en los nombres
El SAT se llamaba originalmente la Prueba de Aptitud Académica. En 1990, College Board instauró una comisión para evaluar los cambios al SAT recomendó que las iniciales del SAT fueran cambiadas a "Prueba de Evaluación Escolar" ya que "una prueba que integra medidas de logro académico y habilidades desarrolladas no podía ser llamado de manera correcta como una prueba de aptitud". En 1993, College Board cambió el nombre deI examen a: SAT I: Examen de Razonamiento; al mismo tiempo, el nombre del examen Pruebas de logro académico, fue cambiado a SAT II: Exámenes de área. El examen de razonamiento y los exámenes por área eran conocidos colectivamente como Prueba de Evaluación Escolar. De acuerdo con el presidente de College Board de ese tiempo, el cambio del nombre tuvo el propósito de "cambiar la impresión colectiva de que el SAT evaluaba algo que debía ser innato e irremplazable sin importar esfuerzos en educación." El nuevo SAT se administró por primera vez en marzo de 1994, y fue referido como La Prueba de Evaluación Escolar por la mayoría de las organizaciones e instituciones educativas. Sin embargo, en 1997, College Board anunció que el SAT no se podía llamar propiamente como la Prueba de Evaluación Escolar, y que las iniciales de SAT no significaban nada. En 2004, se eliminó el número romano en el SAT I: Examen de Razonamiento, generando así el nuevo nombre de la prueba como SAT: Examen de Razonamiento.

## Brecha de logros entre la sección de matemáticas-verbal
En 2002, Richard Rothstein (catedrático y columnista) escribió en el diario  The New York Times   que el puntaje promedio de las secciones de matemáticas es Estados Unidos tanto en el SAT como en el ACT continuaba su ascenso en toda la última década sobre el puntaje nacional promedio en la sección verbal.

## Reutilización de exámenes
College Board ha sido acusado de reutilizar completamente exámenes SAT pasados aplicados en los Estados Unidos.

## Percepción

### Asociación con la cultura
Por décadas muchos críticos han acusado a los diseñadores de la sección verbal del SAT de ser poco imparciales en el ámbito cultural y esto se ha usado como una explicación en las diferencias en los puntajes entre los sustentantes con bajos recursos económicos y con altos recursos económicos.  Una parcialidad en el SAT famosa (y que sucedió hace mucho tiempo) fue la analogía remero-regata. El objetivo de esta pregunta era encontrar un par de términos que tuvieran la mayor similitud posible entre "corredor" y "maratón" y la respuesta era "remero" y "regata". La posibilidad de escoger la respuesta correcta era para aquellos estudiantes que estuvieran familiarizados con el remo, un deporte para las clases sociales altas. Sin embargo, de acuerdo a Murray y Herrnstein, la brecha entre las personas blancas-negras es más pequeño en preguntas con aparente polémica como la anterior mencionada que en preguntas teóricamente neutras. Desde entonces, se han remplazado este tipo de analogías con lecturas de párrafos cortos. 

### Asociación con el ingreso familiar
La tercera mayor discrepancia es el ingreso familiar.[cita requerida] Los padres con mayores ingresos pueden gastar más dinero en la educación de sus hijos hasta que queden satisfechos con ella, mientras que las familias con ingresos más bajos no pueden darse esas comodidades. Las familias que tienen mayores ingresos pueden comprar diversos libros de preparación, específicamente el comercializado por College Board. Pueden pagar además por tutores, clases de preparación y otros recursos educativos como los libros de las editoriales The Princenton Review y Kaplan. Estos recursos no solo preparan a los estudiantes en los conocimientos que deben tener para la prueba, si no además ayudan con exámenes de prueba que preparan a los alumnos en el formato y tiempo. Otra causa de las diferencias observadas por el ingreso familiar es la calidad de educación que aumenta con el ingreso familiar. Aquellos provenientes de familias con ingresos más altos, "tienden a tener mejores maestros, ambientes educativos mucho más enriquecedores, padre mucho más educados quienes pueden ayudar con problemas escolares, y en algunas ocasiones con cursos de preparación para el SAT costosos..” TLa calidad de la educación que un estudiante recibe afecta su desempeño durante la prueba porque el nivel escolar no solo se correlaciona con el conocimiento del estudiantes si no además con sus hábitos de estudio y las motivaciones para alcanzar el éxito.  .[cita requerida]  Al igual que las parcialidades por raza, esta correlación con el ingreso familiar puede deberse a la clase social de los sustentantes, sin embargo, estudios empíricos han sugerido que los estudiantes más pobres tienen un peor desempeño en las preguntas "neutrales" que en las preguntas para sustentantes privilegiados.

### Asociación con el género
La asociación con el género más grande en el SAT se encontró en la sección de matemáticas donde los estudiantes masculinos, en promedio, obtuvieron puntajes más altos de aproximadamente 30 puntos en comparación con las mujeres.

### Asociación con la raza y etnicidad.
Los estudiantes Afroamericanos, Americanos e Hispanos, tienen en promedio un desempeño menor en términos de una desviación estándar en comparación con los estudiantes blancos y asiáticos.
Algunos investigadores creen que las diferencias en los puntajes tiene una relación muy cercana con la brecha de logro en la sociedad americana entre grupos de estudiantes de diferentes razas. Esta brecha puede ser explicada en parte por el hecho de que los estudiantes de grupos raciales con desventajas tienden a ir a escuelas con una calidad más baja. Estas observaciones se sustentan en la evidencia que la brecha entre blancos-negros es mayor en las ciudades y vecindarios en donde hay mayor segregación racial. Algunos investigadores han argumentado que los puntajes del SAT se correlacionan altamente con la escala de IQ, la cual se considera determinada de manera biológicamente innata, por lo que las discrepancias en el SAT pueden ser explicadas en parte por diferencias biológicas entre razas.  Se ha sugerido también que la amenaza del estereotipo tienen un efecto significativo en la disminución del puntaje para los estudiantes de las minorías. Por ejemplo, los afroamericanos tienen un desempeño más bajo cuando se les dice que la prueba mide "habilidades para de razonamiento verbal", en comparación cuando no se les dice el contenido de la prueba.  Otra investigación menciona que el desempeño más bajo de las minorías en cursos escolares claves y relevantes para el SAT (Inglés y Matemáticas), así como presión de los demás en contra de los estudiantes que se quieren enfocar a sus labores escolares ("actuar como blanco"). Los problemas culturales son también evidentes entre los estudiantes negros en vecindarios con riqueza, con padres exitososos. John Ogbu, un profesor Nigeriano-Americano de antropología, encontró que los jóvenes negros escogen a raperos como modelos a seguir en lugar de sus padres y no hacen el esfuerzo por ser estudiantes destacados.
Un conjunto de estudios ha reportado que algunas preguntas de la prueba funcionan de manera diferente con base en el grupo racial del sustentante, reflejando alguna clase de diferencia sistemática en las habilidades de cada grupo de comprender algunas preguntas o de adquirir el conocimiento necesario para entenderlas y responderlas. En 2003 Freedle publicó datos mostrando que los estudiantes negros habían tenido una pequeña ventaja en las preguntas de la sección verbal consideradas como difíciles en el SAT, mientras que los estudiantes blancos y asiáticos tendían a tener pequeñas ventajas en las preguntas consideradas como fáciles. Freedle argumentaba que este descubrimiento sugería que los elementos "fáciles" usaban vocabulario que es mucho más fácil de entender para los estudiantes blancos de clase media que para las minorías, quienes, frecuentemente usan un idioma diferente en sus hogares, mientras que los elementos difíciles usan un lenguaje complejo que es aprendido únicamente a través de lecturas y libros, dando a ambos grupos la misma ventaja de adquirir dicho vocabulario.  El estudio fue severamente criticado por el comité ETS, pero los descubrimientos fueron reproducirles en un estudio subsecuente por el grupo Santelices and Wilson in 2010.
No hay evidencia de que los puntajes en el SAT desestimen sistemáticamente el desempeño futuro de los estuidantes de minorías. Sin embargo, la validez predictiva del SAT se han demostrado que depende de la composición ética y racial dominante de cada universidad. Algunos estudios han demostrado también que los estudiantes Afroamericanos tienen un desempeño menor en la universidad en comparación con sus colegas con el mismo puntaje del SAT; algunos investigadores han argumentado que esto se puede deber a que estudiantes blancos tienden a beneficiarse de algunas ventajas sociales fuera del ambiente estudiantil (por ejemplo, un involucramiento parental mucho mayor) lo que resulta en calificaciones más altas.
Chritopher Jencks, concluye que el grupo afroamericano ha sido perjudicado por la introducción de los exámenes estandarizados como el SAT. Esto, de acuerdo a él, no se debe a que los exámenes sean defectuosos, si no por sus prejuicios selectivos y de etiquetado: la prueba mide habilidades que los afroamericanos tienden a desarrollar menos en sus procesos de socialización, en lugar de las habilidades que son más capaces a desarrollar. Adicionalmente, los exámenes estandarizados de ingreso son considerados de habilidades generales, en lugar de ciertas habilidades. Por lo tanto, algunas habilidades afroamericanas son subestimadas entre los ambientes educativos, contribuyendo a generar sesgos o prejuicios selectivos en contra de este grupo social, lo que exacerba bajos logros.

### Abandono del  SAT
Un número creciente de universidades se han unido al movimiento del SAT opcional. Estas universidades no requieren el SAT para ofrecer admisión.
Un ejemplo de este tipo de universidades es la Universidad Drew en Nueva Jersey. Después de que dichas universidades adoptan la política del SAT opcional, incrementan en un 20% sus aplicaciones. La responsable de admisión Mary Beth Carey establece que "Nuestro estudio nos ha demostrado que un promedio alto en la calificación del estudiante es por mucho el factor predictor más importante de éxito en la universidad." Esta universidad reportó que aceptó a la clase más diversa como resultado de esta política.
En un discurso en 2001 al Consejo Americano de Educación, Richard C. Atkinson, el presidente de la  Universidad de California, solicitó retirar el SAT como un requerimiento de admisión:  
Cualquiera que esté envuelto en la educación debe estar consiente de cómo un énfasis excesivo en el SAT esta distorsionando las prioridades y prácticas educativas, de cómo la prueba es percibida por muchos como injusta, y de cómo puede tener un impacto devastador en el autoestima y aspiraciones de los estudiantes jóvenes. Hay un acuerdo generalizado de que un énfasis excesivo en el SAT perjudica al sistema educativo americano.
En respuesta a las amenazas de la Universidad de California de retirar el SAT como requerimiento de admisión, el Comité de Examen de Entrada a la Universidad anunció la reestructuración del SAT, para ser llevado a la práctica en marzo de 2005, como se detalla a continuación. 
En los años de 1960 y 1970 había un movimiento para retirar los puntajes de logro académico. Después de un periodo de tiempo, los países, estados y provincias que acordaron en entrar en este movimiento, estuvieron de acuerdo en que los estándares académicos habían disminuido, que los estudiantes estudiaban menos, y que los estudiantes tenían menos seriedad hacia sus estudios. Por lo que acordaron en reintroducir las pruebas después de que estudios e investigaciones concluyeron que los exámenes de alta categoría producía más beneficios que superan los costos.

### Estudios de IQ
Frey y Detterman (2003) investigaron las asociaciones de los puntajes del SAT con las escalas de puntuación de pruebas de inteligencia. Usando una estimación de la habilidad mental general, o g,  con base en la prueba ASVAB, que puede ser mejor entendida como la representación de la inteligencia cristalizada (habilidades aprendidas), encontraron que los puntajes del SAT se correlacionaban altamente con  g (r=.82 en su muestra, .857 cuando se ajustaba para una no.linealidad) en su muestra tomada de una encuesta nacional de probabilidad de 1979. Adicionalmente, investigaron la correlación entre los resultados del SAT, usando la versión de la prueba revisada y recentrada, y los puntajes de la prueba de Matrices Progresivas Avanzadas de Raven, una prueba que mide inteligencia que fluye (razonamiento), esta vez usando una muestra no aleatoria. Encontraron que la correlación del SAT con los resultados de esta prueba de matrices era de .483. Estimaron que esta última correlación hubiera sido de .72 de no haber sido por la restricción de la habilidad del rango en la muestra. Ellos identificaron también que existía un efecto de campana en los puntajes de la prueba de Raven que pudo haber suprimido la correlación. Beaujean y sus colegas (2006) han llegado a conclusiones similares a las alcanzadas por Frey y Detterman.

### Preparación
La preparación para el SAT es un área altamente lucrativa y muchas compañías y organizaciones ofrecen preparación para el examen en forma de libros, clases, cursos en línea y asesorías. La industria de preparación para el examen empezó casi de manera simultánea con la introducción de los exámenes de admisión a las universidades de Estados Unidos y ha prosperado desde sus inicios.
College Board mantiene su postura de que el SAT no requiere necesariamente un entrenamiento y una investigación llevada a cabo por College Board y la Asociación Nacional de Consejeros de Admisión Universitaria siguiere que los cursos de preparación resulta en un aumento promedio de 20 puntos en la sección de matemáticas y 10 puntos en la sección verbal.  Otros estudios han demostrado resultados significativamente diferentes. UN estudio longitudinal del Estado de Ohio demostró que tomar clases privadas de preparación para el SAT se correlacionaba con un aumento de ~60 puntos. Un estudio de Oxford demostró que cursos de entrenamiento aumentaba el puntaje en un promedio de 56 puntos.  El fundador de Ivy Bound Test Prep argumentaba en una entrevista que estudiantes comprometidos en sus cursos de preparación verían un incremento de hasta 150 puntos.
Montgomery y Lilly (2012)  realizaron un análisis literario sistemático de todas las investigaciones de los entrenamientos para el SAT en busca de estudios con alta calidad (definidos como aquellos con pruebas aleatorias controladas). Encontraron que los tratamiento aleatorizados resultaron en un aumento en el puntaje de las secciones verbal y de matemáticas (V/M) de +23/32 puntos de un total de +56 puntos; el estudio de alta calidad mostró que el mayor aumento en el puntaje fue del grupo Johnson (1984; San Francisco) el cual está basado en un curso de preparación de 30 horas que en promedio aumenta 178 puntos. El programa Johnson San Francisco fue además el único curso de una duración de 30 horas o más de alta calidad; sin embargo la validez de este programa aislado es incierta debido al desgaste de la mitad de los participantes.

### Uso por grupos con alto
Algunos grupos con altos IQ, como Mensa, la Sociedad Prometheus y  La Sociedad Triple Nueve, usa puntajes de ciertos años como pruebas de admisión. Por ejemplo, la Sociedad Triple Nueve acepta puntajes de 1450 en exámenes presentados antes de abril de 1995, y puntajes de por lo menos 1520 en exámenes tomadas entre abril de 1995 y febrero de 2005.
El SAT se aplica algunas veces a alumnos menores de 13 años por organizaciones como Study of Matematically Precocious Youth (Organización de Estudios Matemáticos para Jóvenes Precoces), El Centro Johns Hopkins para Jóvenes con Talentos, Duke TIP, y otras organizaciones que usan los resultados para la selección, estudio y asesoramiento de estudiantes con habilidades excepcionales.

### Sección de redacción
En 2005, el director de redacción del  MIT, Les Perelman,  comparó un ensayo largo y un ensayo evaluado en el SAT más reciente dado a conocer y encontró una alta correlación entre ellos. Después de un estudio de más de 50 ensayos evaluados, encontró que los ensayos más largos y consistentes tenían los puntajes más altos. De hecho, el argumenta que simplemente midiendo la extensión del ensayo se puede determinar el puntaje asignado de manera correcta en un 90% de los casos sin haberlo leído. Descubrió también que muchos de estos ensayos estaban llenos de errores de hecho; College Board establece que no evalúa errores de hecho.
Perelman, en conjunto con el Consejo Nacional de Maestros de inglés, criticó también la sección de redacción de 25 minutos del examen, por dañar los estándares de las enseñanzas de redacción dentro de las clases. Ellos dicen que los maestros que entrenan a sus alumnos para el SAT no se enfocan en revisión, profundidad, exactitud, y en su lugar se enfocan en producir ensayos extensos, formulados y vocabularios poco comunes. "Están haciendo que los maestros entrenen a los estudiantes a ser malos escritores", concluyó Perelman.

## Further reading
- Balf, Todd (6 de marzo de 2014). «The Story Behind the SAT Overhaul». The New York Times Magazine.
- Lewin, Tamar (5 de marzo de 2014). «A New SAT Aims to Realign With Schoolwork». The New York Times.
- «Key shifts of the SAT redesign». The Washington Post. 5 de marzo de 2014. Archivado desde el original el 15 de mayo de 2014. Consultado el 2 de febrero de 2016.
- Coyle, T. R. & Pillow, D. R. (2008). «SAT and ACT predict college GPA after removing g». Intelligence 36 (6): 719-729. doi:10.1016/j.intell.2008.05.001.
- Coyle, T.; Snyder, A.; Pillow, D.; Kochunov, P. (2011). «SAT predicts GPA better for high ability subjects: Implications for Spearman's Law of Diminishing Returns». Personality and Individual Differences 50 (4): 470-474. PMID 21562615. doi:10.1016/j.paid.2010.11.009.
- Frey, M. C.; Detterman, D. K. (2003). «Scholastic Assessment or g? The Relationship Between the Scholastic Assessment Test and General Cognitive Ability». Psychological Science 15 (6): 373-378. PMID 15147489. doi:10.1111/j.0956-7976.2004.00687.x. Archivado desde el original el 21 de septiembre de 2006.
- Gould, Stephen Jay (1996). The Mismeasure of Man (Rev/Expd edición). W. W. Norton & Company. ISBN 0-393-31425-1.
- Hoffman, Banesh (1962). The Tyranny of Testing. Orig. pub. Collier. ISBN 0-486-43091-X. (and others)
- Hubin, David R. (1988). The Scholastic Aptitude Test: Its Development and Introduction, 1900–1948. Ph.D. dissertation in American History at the University of Oregon.
- Owen, David (1999). None of the Above: The Truth Behind the SATs (revisada edición). Rowman & Littlefield. ISBN 0-8476-9507-7.
- Sacks, Peter (2001). Standardized Minds: The High Price of America's Testing Culture and What We Can Do to Change It. Perseus. ISBN 0-7382-0433-1.
- Zwick, Rebecca (2002). Fair Game? The Use of Standardized Admissions Tests in Higher Education. Falmer. ISBN 0-415-92560-6.
- Gladwell, Malcolm (17 de diciembre de 2001). «Examined Life: What Stanley H. Kaplan taught us about the S.A.T.». The New Yorker.